# Cervinara

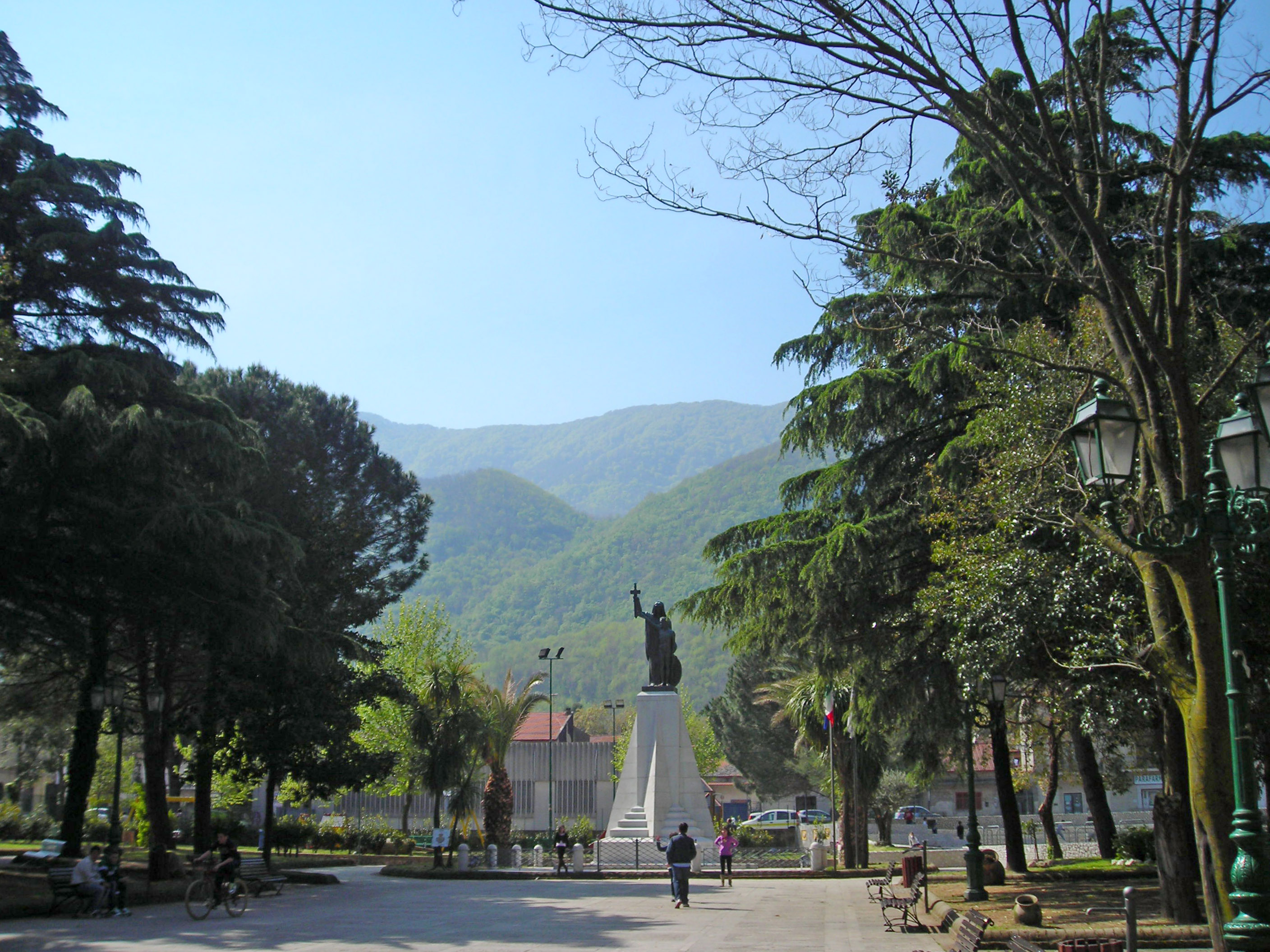
Một bức ảnh về đô thị Cervinara.

Cervinara là một đô thị (comune) thuộc tỉnh Avellino trong vùng Campania của Ý. Cervinara có diện tích km2, dân số là người (thời điểm ngày 1/5/2009).